# Juan Demarchi
Juan De Marchi, nombre real Giovanni De Marchi, escrito también como Juan Demarchi, (Turín, 10 de junio de 1866 - 1943) fue un carpintero anarquista italiano.
Emigrado de Turín a Chile, Juan De Marchi es conocido por su amistad e influencia política en el joven Salvador Allende. 
De Marchi, según las confesiones del mismo Allende, tendría una influencia fundamental en su formación de adolescente. Le infundió, durante largas conversaciones en las que también jugaban ajedrez, muchas de las futuras banderas de lucha social que defendería el futuro presidente de Chile. Algunos creen, sin embargo, que esta relación está demasiado embellecida y que la influencia del italiano habría sido menor.
Aunque popularmente se ha difundido la versión de que De Marchi era zapatero de profesión, parece que en realidad era carpintero. Esta confusión es debida a un error de transcripción en la entrevista en la que Allende lo menciona.
De Marchi emigró a la Argentina a los 26 años, en 1893. Inmediatamente se sumó activamente al movimiento anarquista conocido como el grupo de Umanità Nova, dirigido por Pietro Gori y Enrico Malatesta, el que fuera muy activo en América Latina. 
Trasladado a Chile, Juan De Marchi estuvo siempre comprometido con la defensa de los trabajadores y los pobres.
Juan De Marchi es mencionado en la película documental Salvador Allende de Patricio Guzmán